# Mensur Mujdža
Mensur Mujdza (Zagreb, 28 de marzo de 1984) es un jugador de fútbol  bosnio. Ha representado a Croacia en categorías inferiores y ahora representa a Bosnia y Herzegovina en la selección nacional. Él juega para el SC Freiburg.

## Carrera
Mujdza comenzó su carrera a la edad de 18 años en el equipo juvenil de NK Zagreb y fue transferido de la Primera División de Fútbol Croata al SC Freiburg en la Fußball-Bundesliga en junio de 2009.
El 12 de enero de 2011, Mujdza extendió su contrato.

## Selección nacional
Él también es un exmiembro de la selección croata sub-21 En mayo de 2010, se confirmó que Mujdza optaría para jugar con la selección de fútbol de Bosnia y Herzegovina.
El 10 de agosto de 2010, hizo su debut en un partido amistoso frente a la Catar.
Luego de ser incluido en la lista preliminar de 24 jugadores en mayo de 2014, Mujdža fue confirmado el 2 de junio en la lista final de 23 que representarán a Bosnia y Herzegovina en la Copa Mundial de Fútbol de 2014.

### Participaciones en Copas del Mundo
| Mundial                        | Sede   | Resultado      |
| ------------------------------ | ------ | -------------- |
| Copa Mundial de Fútbol de 2014 | Brasil | Fase de grupos |

## Vida personal
Su familia es de Doboj, Bosnia y Herzegovina y su hermano Jasmin Mujdza también ha jugado en la selección de fútbol de Bosnia y Herzegovina.